# Adelina Zagidullina
Adelina Rustemovna Zagidullina (ryska: Аделина Рустемовна Загидуллина), född 13 januari 1993, är en rysk fäktare.
Zagidullina var en del av Ryska olympiska kommitténs lag som tog guld i lagtävlingen i florett vid olympiska sommarspelen 2020 i Tokyo.